# Sepulcre de la família Solà-Vinardell
El sepulcre de la família Solà-Vinardell és una obra d'Arenys de Mar (Maresme) del cementiri d'Arenys de Mar.

## Descripció
Grup escultòric format per la Verge i Jesucrist. El fill està assegut a la falda de la Verge, representant el tema de la Pietat, d'inspiració miquelangeliana. Construït amb marbre blanc, posteriorment s'afegí un templet per protegir-lo de les inclemències del temps.